# Zlatko Dedič
Zlatko Dedič, född 5 oktober 1984 i Bihać i Jugoslavien, är en slovensk fotbollsspelare som spelar för WSG Tirol.

## Klubbkarriär
Dedič bodde under sin barndom i Podgorje, som ligger nära Koper i Primorska. 
Han började att spela fotboll i Koper. Han spelade tidigare för Parma, men blev under sin tid i klubben utlånad till Serie B-klubbarba Empoli säsongen 2004/2005 och Cremonese i den andra halvan av säsongen 2005/2006.
Han gjorde debut i Serie A den 21 september 2005 mot Roma. Han lämnade klubben i januari 2007 för Frosinone som spelade i Serie B på bosmandomen.
I januari 2008 lånades han ut till Piacenza i Serie B och fick nummer 9 som tidigare burits av Daniele Cacia, som hade lämnat klubben för Fiorentina. Efter åtta år i Italien lämnade Dedič den 3 juni 2009 Frosinone för spel i den tyska klubben Bochum. Hans kontrakt med klubben sträckte sig fram till den 30 juni 2012.
Säsongen 2018 spelade han i FC Wacker Innsbruck där han ansågs vara en av ligans bästa spelare.

## Internationell karriär
Dedič gjorde debut för Slovenien den 28 mars 2008 i en kvalmatch till VM i fotboll 2010 mot Tjeckien. Han gjorde sitt första mål i landslaget mot Polen den 6 september 2008 i en kvalmatch till VM i fotboll 2010. Han var en anledning till att landslaget kvalificerade sig till VM i fotboll 2010 genom att göra det vinnande målet i den andra playoff-matchen mot Ryssland, som slutade 1–0.

### Internationella mål
Målen och resultaten är listade i Sloveniens favör.
| Nr | Datum            | Arena                       | Motståndare | Mål   | Resultat | Tävling                           |
| -- | ---------------- | --------------------------- | ----------- | ----- | -------- | --------------------------------- |
| 1  | 6 september 2008 | Stadion Oporowska, Wrocław  | Polen       | 1 – 1 | 1 – 1    | Kvalspelet till VM 2010           |
| 2  | 9 september 2009 | Ljudski Vrt, Maribor        | Polen       | 1 – 0 | 3 – 0    | Kvalspelet till VM 2010           |
| 3  | 18 november 2009 | Ljudski Vrt, Maribor        | Ryssland    | 1 – 0 | 1 – 0    | Kvalspelet till VM 2010 (playoff) |
| 4  | 11 augusti 2010  | Stožice Stadium, Ljubljana  | Australien  | 1 – 0 | 2 – 0    | Träningsmatch                     |
| 5  | 8 oktober 2010   | Stožice Stadium, Ljubljana  | Färöarna    | 5 – 0 | 5 – 1    | Kvalspelet till EM 2012           |
| 6  | 9 februari 2011  | Qemal Stafa-stadion, Tirana | Albanien    | 1 – 2 | 1 – 2    | Träningsmatch                     |
| 7  | 15 augusti 2012  | Stožice Stadium, Ljubljana  | Rumänien    | 2–0   | 4–3      | Träningsmatch                     |
| 8  | 15 augusti 2012  | Stožice Stadium, Ljubljana  | Rumänien    | 3–1   | 4–3      | Träningsmatch                     |